# Silverije
Sv. Silverije, papa od 1. lipnja 536. do 11. studenog 537. godine.